# Francesco Maidalchini
Francesco Maidalchini (né le 12 avril 1621 à Viterbe, Italie, alors dans les États pontificaux et mort le 13 juin 1700 à Nettuno) est un cardinal italien du XVIIe siècle. Il est l'oncle du cardinal  Fulvio Astalli (1686) et il est un neveu de la puissante Olimpia Maidalchini.

## Biographie
Maidalchini est abbé commendataire de S. Martino, de S. Gaudenzio di Rimini et de S. Pancrazio fuori le mura et chanoine de la basilique Saint-Pierre. 
Le pape Innocent X le crée cardinal lors du consistoire du 7 octobre 1647. Il a alors 16 ans.
Le cardinal Maidalchini participe aux conclaves de 1655 (élection d'Alexandre VII), de 1667 (élection de Clément IX), de 1669-1670 (élection de Clément X) de 1676 (élection d'Innocent XI), de 1689 (élection d'Alexandre VIII) et de 1691 (élection d'Innocent XII).